# Măgura (okręg Buzău)
Măgura – wieś w Rumunii, w okręgu Buzău, w gminie Măgura. W 2011 roku liczyła 1419 mieszkańców.